# Ацидофіти
Ацидофі́ти (від лат. acidus — кислий та грец. φυτόν — рослина), іноді також кальцієфоби (від лат. calx — вапно і грец. φόβος — страх) — рослини, що віддають перевагу кислим ґрунтам з pH < 4-5, а також уникають ґрунтів, багатих на вапно. Зустрічаються в місцях, бідних на карбонати. Кальцій потрібен для росту рослин, проте лужні ґрунти з великим вмістом карбонату кальцію знижують розчинність у воді й доступність до рослин іншого важливого мікроелемента — заліза.
До ацидофітів належать гіпоарктичні чагарники (брусниця, буяхи, багно, карликова береза), рослини торфовищ і багато гірських рослин, що живуть на кислих силікатних породах.

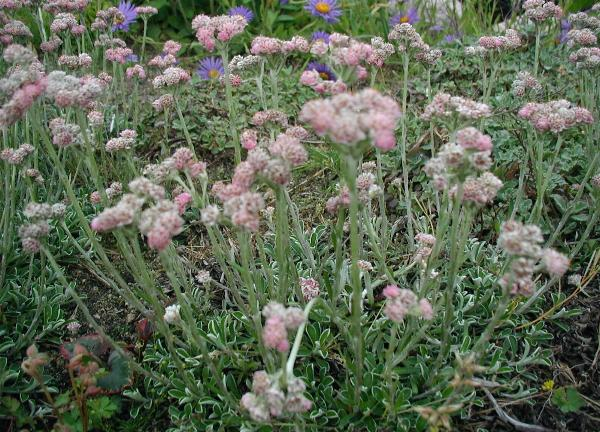
Котячі лапки (Antennaria dioica)
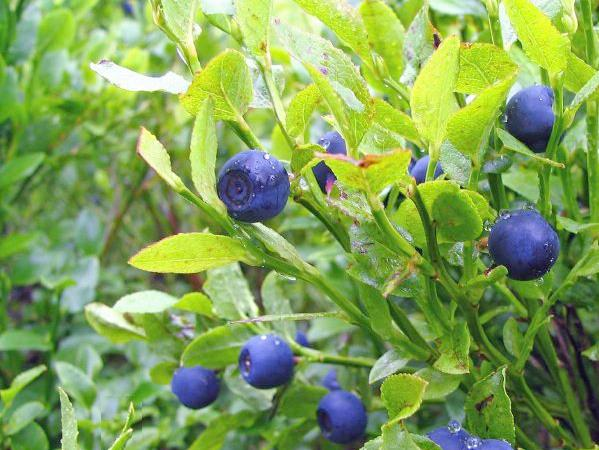
Чорниця (Vaccinium myrtillus)
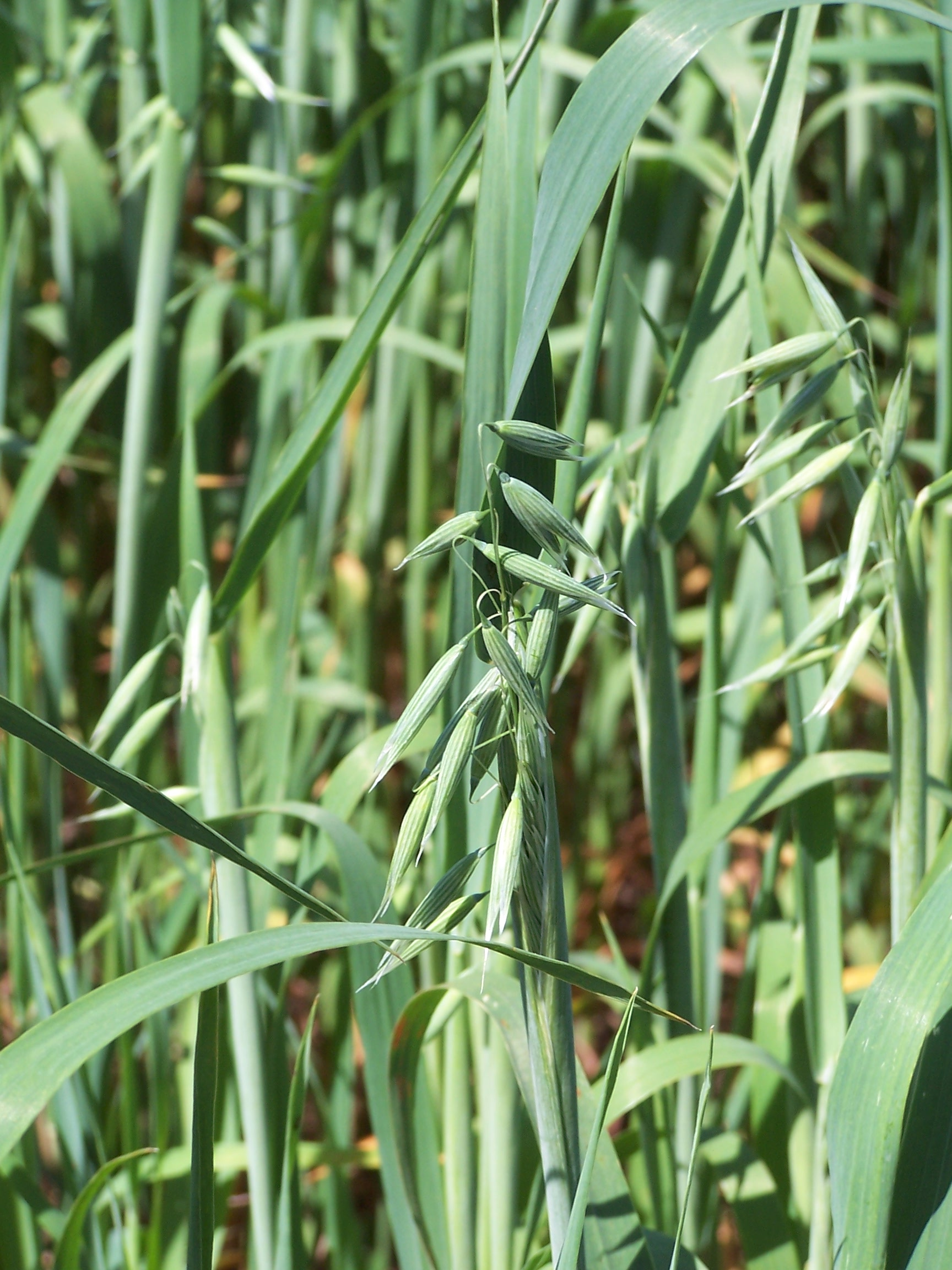
Овес (Avena sativa)
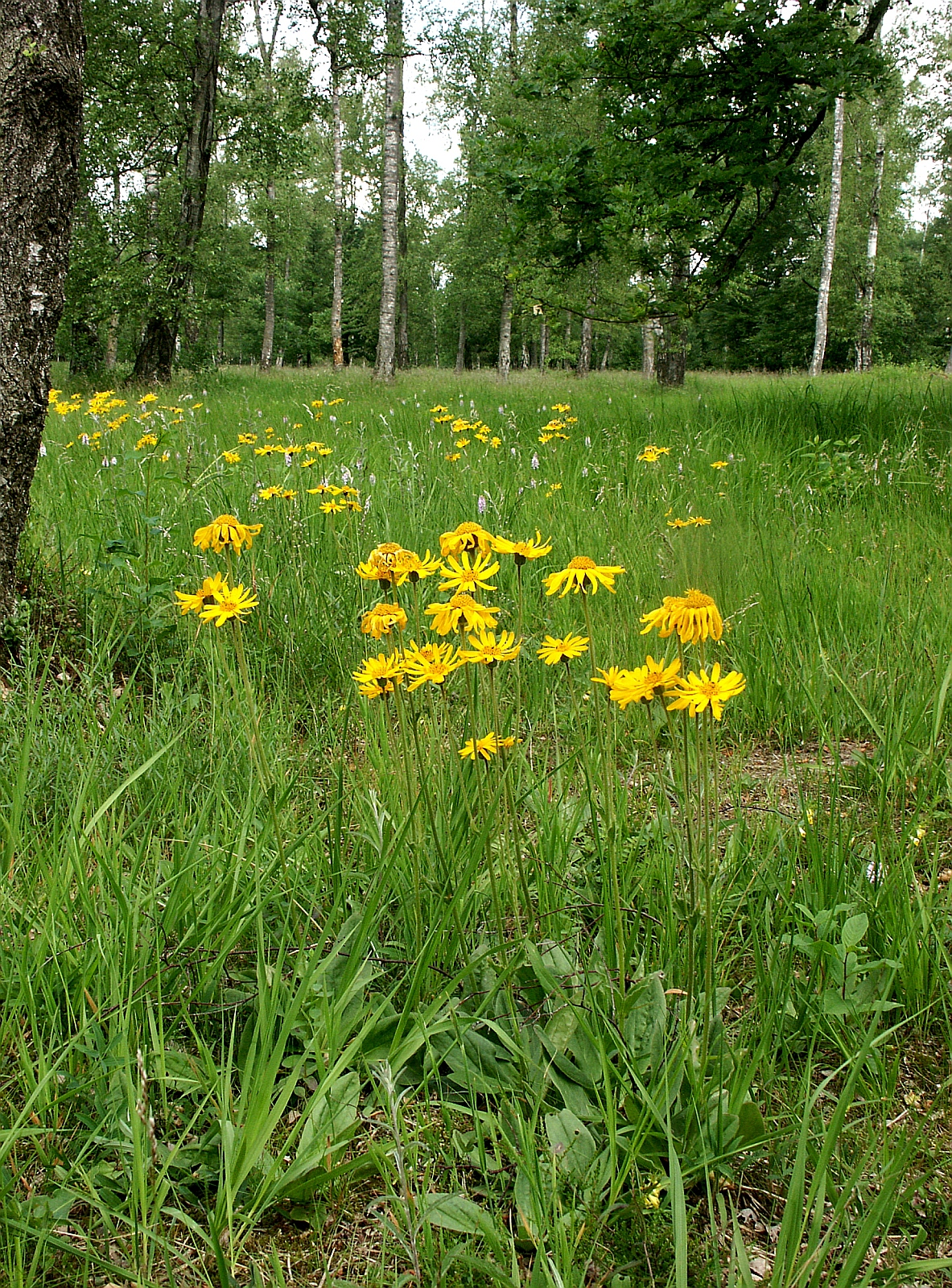
Арніка гірська (Arnica montana)